# Sezincote
Sezincote – osada i civil parish w Anglii, w Gloucestershire, w dystrykcie Cotswold. W 2001 civil parish liczyła 90 mieszkańców. Sezincote jest wspomniana w Domesday Book (1086) jako Cheisnecot(e)/Chi(i)esnecote.